# Alfredo Mañas
Alfredo Mañas Navascués (Ainzón, Zaragoza, 1924 - Madrid, 18 de enero de 2001) fue un escritor y guionista español.

## Biografía
Originario de Ainzón (provincia de Zaragoza), se crio en Aragón ejerciendo diversos oficios antes de trasladarse a Barcelona y empezar a frecuentar ambientes literarios. Su consagración tiene lugar  con el estreno en París en 1954 de su obra La feria de Cuernicabra, que muestra la sociedad española de la posguerra. Durante la década de los sesenta sigue una larga labor teatral a la que luego le seguiría su colaboración en ámbitos cinematográficos durante las décadas de los setenta y ochenta. Fue Premio Nacional de Teatro en 1973.
Se casó con la actriz Paloma Amyach Paredes, más conocida como Paloma Lorena, y fueron padres de cuatro hijos, entre ellos el director y actor Achero Mañas, y Federico, guionista. En Madrid, residió en Carabanchel y en el barrio de La Estrella.

## Obras

### Obras teatrales
- Dimas
- La feria de Cuernicabra
- Cantando en Primavera (comedia musical)
- La feria del come y calla
- Don Juan (ballet)
- La historia de los Tarantos
- Crónica del suceso de Bodas de Sangre (ballet)
- Danzando bajo la horca
- Misericordia (adaptación)

### Filmografía (guiones)
- Los Tarantos
- Los cien caballeros
- Fortunata y Jacinta
- Del amor y otras soledades
- El diablo cojuelo
- El cristo del océano
- La primera entrega
- Canciones para después de una guerra
- Marianela
- Las mujeres de Jeremías
- Bodas de Sangre
- Jarabo
- Las gallinas de Cervantes
- Montoyas y Tarantos